# Faustynów (Zelów)
Pour les articles homonymes, voir Faustynów.
Faustynów (prononciation [fausˈtɨnuf]) est un village de la gmina de Zelów, du powiat de Bełchatów, dans la voïvodie de Łódź, situé dans le centre de la Pologne.
Il se situe à environ 12 kilomètres au sud-ouest de Zelów (siège de la gmina), 20 kilomètres à l'ouest de Bełchatów (siège du powiat) et 50 kilomètres au sud-ouest de Łódź (capitale de la voïvodie).

## Histoire
Au début de la Seconde Guerre mondiale, la plupart du village a été incendié pendant les combats en 1939. Un rappel de ces événements sont les quatre bunkers polonais, debout près des bâtiments du village.

## Administration
De 1975 à 1998, le village est attaché administrativement à l'ancienne voïvodie de Piotrków.

Depuis 1999, il fait partie de la nouvelle voïvodie de Łódź.